# Owstonia sarmiento
Owstonia sarmiento és una espècie de peix pertanyent a la família dels cepòlids.

## Descripció
- Pot arribar a fer 6,3 cm de llargària màxima.[4][5]

## Hàbitat
És un peix marí, batidemersal i de clima tropical que viu entre 292 i 307 m de fondària.

## Distribució geogràfica
Es troba al Pacífic occidental: les illes Filipines.

## Observacions
És inofensiu per als humans.